# Helvécio Martins
Helvécio Martins (* 27. Juli 1930 in Rio de Janeiro; † 14. Mai 2005 in São Paulo) war die erste Generalautorität schwarzer (genauer afrobrasilianischer) Herkunft in der Kirche Jesu Christi der Heiligen der Letzten Tage.
Martins wurde 1930 in Rio de Janeiro in Brasilien geboren. Seine Vorfahren waren afrikanische Sklaven. Er trat der HLT-Kirche im Jahre 1972 bei, obwohl er wusste, dass schwarze Personen zu dieser Zeit das Priestertum nicht bekamen und keine heiligen Rituale im Tempel erhalten durften.
Am 9. Juni 1978 hörten Martins und seine Familie von der Veröffentlichung der Offenbarung zum Priestertum und dass die HLT-Kirche das Verbot des Priestertums aufhebt. Nachdem er das Priestertum bekommen und die heiligen Rituale im Tempel durchlaufen hatte, wurde Martins zuerst ein Bischof, dann ein Ratgeber des Pfahlpräsidenten und danach noch ein Missionspräsident für die Mission der Kirche Jesu Christi der Heiligen der Letzten Tage in Fortaleza.
Im April 1990 rief der damalige Präsident der Kirche, Ezra Taft Benson, Martins dazu auf, ein Mitglied im Zweiten Kollegium der Siebziger zu werden. Martins wurde die erste schwarze Generalautorität in der Geschichte der Kirche.
Nachdem Martins die übliche Zeit von fünf Jahren im Zweiten Kollegium der Siebziger gedient hatte, wurde er am 30. September 1995 als Generalautorität ehrenhaft entlassen. Er starb im Mai 2005 im Alter von 74 Jahren im brasilianischen São Paulo.
Die Geschichte seines Lebens wurde als Buch veröffentlicht.
Sein Sohn Marcus wurde der Direktor des Religionsinstituts an der Brigham Young University von Hawaii.

## Weitere Literatur
- Helvecio Martins und Mark Grover: The Autobiography of Elder Helvecio Martins. Aspen Books, 1994, ISBN 1-56236-218-6.

| Personendaten    | Personendaten           |
| ---------------- | ----------------------- |
| NAME             | Martins, Helvécio       |
| KURZBESCHREIBUNG | brasilianischer Mormone |
| GEBURTSDATUM     | 27. Juli 1930           |
| GEBURTSORT       | Rio de Janeiro          |
| STERBEDATUM      | 14. Mai 2005            |
| STERBEORT        | São Paulo               |